# Controlo social

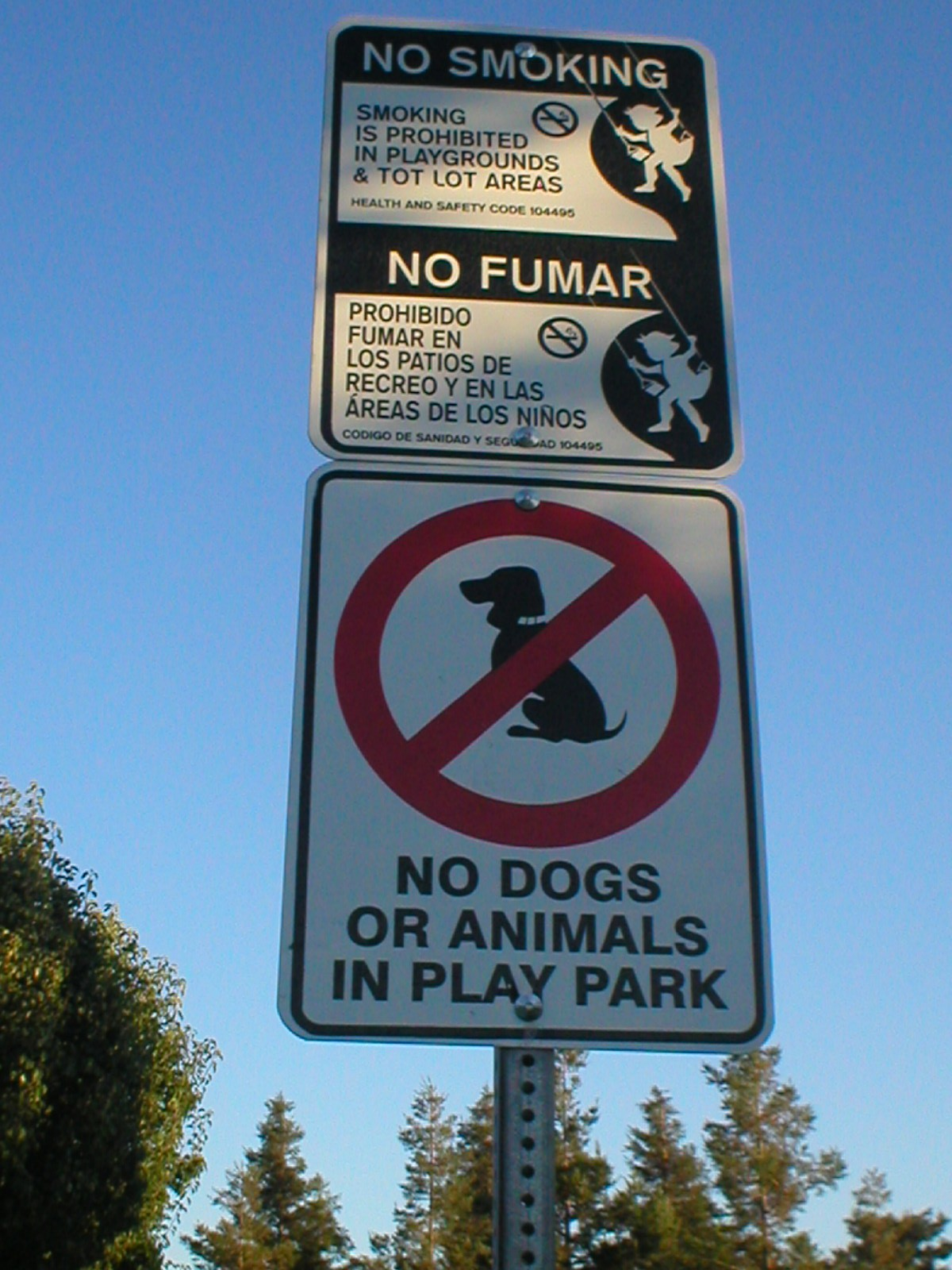
Placas de advertência sobre atividades proibidas; um exemplo de controle social.

O controlo social (português europeu) ou controle social (português brasileiro) na teoria política é ambíguo, podendo ter sentidos diferentes a partir de concepções de Estado e de sociedade civil. É empregado para designar o controle do Estado sobre a sociedade ou o controle da sociedade sobre as ações do Estado.
Segundo Edward Ross, o controle social é o conjunto de sanções positivas e negativas a que uma sociedade recorre para assegurar a conformidade das condutas, dos modelos, normas e valores culturais estabelecidos. Controle social é a integração da sociedade com a administração pública com a finalidade de solucionar problemas e as deficiências sociais com mais eficiência e empenho.[carece de fontes?]
No controle exercido pela sociedade sobre o governo, a sociedade é envolvida no exercício da reflexão e discussão para politização de problemáticas que afetam a vida coletiva. Mas também pode ser considerado como eufemismo por referir-se a censura e outras formas de tolhimento das liberdades individuais do ser humano. Do outro lado, o governo atua na fiscalização da população, da opinião pública e da esfera pública política. Suas formas de controle da sociedade como um  todo são: o castigo, multa, prisão, humilhação e ridicularização.
No Brasil, o controle social formal é exercido através dos seguintes mecanismos: audiência pública, ação popular e ação civil pública. De acordo com o governo brasileiro, o controle social é a participação da sociedade civil nos processos de planejamento, acompanhamento, monitoramento e avaliação das ações da gestão pública e na execução das políticas e programas públicos. O próprio Portal da Transparência seria um meio de controle social.